# Wimbledon vegyes páros döntői
A wimbledoni tenisztorna a négy Grand Slam-verseny egyike, a világ legrégebbi és legrangosabb tenisztornája.  Az első versenyt vegyes párosok számára 1913–ban rendezték meg.
| Év   | Bajnokok                                      | Ellenfelek a döntőben                      | Döntő eredménye                       |
| 2025 | Sem Verbeek Kateřina Siniaková                | Joe Salisbury Luisa Stefani                | 7–6(3), 7–6(3)                        |
| 2024 | Jan Zieliński Hszie Su-vej                    | Santiago González Giuliana Olmos           | 6–4, 6–2                              |
| 2023 | Mate Pavić Ljudmila Kicsenok                  | Joran Vliegen Hszü Ji-fan                  | 6–4, 6–7(9), 6–3                      |
| 2022 | Neal Skupski Desirae Krawczyk                 | Matthew Ebden Samantha Stosur              | 6–4, 6–3                              |
| 2021 | Neal Skupski Desirae Krawczyk                 | Joe Salisbury Harriet Dart                 | 6–2, 7–6(1)                           |
| 2020 | Elmaradt a koronavírus-járvány miatt          | Elmaradt a koronavírus-járvány miatt       | Elmaradt a koronavírus-járvány miatt  |
| 2019 | Ivan Dodig Latisha Chan                       | Robert Lindstedt Jeļena Ostapenko          | 6−2, 6−3                              |
| 2018 | Alexander Peya Nicole Melichar                | Jamie Murray Viktorija Azaranka            | 7–6(1), 6–3                           |
| 2017 | Jamie Murray Martina Hingis                   | Henri Kontinen Heather Watson              | 6–4, 6–4                              |
| 2016 | Henri Kontinen Heather Watson                 | Robert Farah Anna-Lena Grönefeld           | 7–6(5), 6–4                           |
| 2015 | Lijendar Pedzs Martina Hingis                 | Alexander Peya Babos Tímea                 | 6–1, 6–1                              |
| 2014 | Nenad Zimonjić Samantha Stosur                | Max Mirni Csan Hao-csing                   | 6–4, 6–2                              |
| 2013 | Daniel Nestor Kristina Mladenovic             | Bruno Soares Lisa Raymond                  | 5–7, 6–2, 8–6                         |
| 2012 | Mike Bryan Lisa Raymond                       | Lijendar Pedzs Jelena Vesznyina            | 6–3, 5–7, 6–4                         |
| 2011 | Jürgen Melzer Iveta Benešová                  | Mahes Bhúpati Jelena Vesznyina             | 6–3, 6–2                              |
| 2010 | Lijendar Pedzs Cara Black                     | Wesley Moodie Lisa Raymond                 | 6–4, 7–6(5)                           |
| 2009 | Mark Knowles Anna-Lena Grönefeld              | Lijendar Pedzs Cara Black                  | 7–5, 6–3                              |
| 2008 | Bob Bryan Samantha Stosur                     | Mike Bryan Katarina Srebotnik              | 7–5, 6–4                              |
| 2007 | Jamie Murray Jelena Janković                  | Jonas Björkman Alicia Molik                | 6–4, 3–6, 6–1                         |
| 2006 | Andi Rám Vera Zvonarjova                      | Bob Bryan Venus Williams                   | 6–3, 6–2                              |
| 2005 | Mahes Bhúpati Mary Pierce                     | Paul Hanley Tetyana Perebijnyisz           | 6–4, 6–2                              |
| 2004 | Wayne Black Cara Black                        | Todd Woodbridge Alicia Molik               | 3–6, 7–6(8), 6–4                      |
| 2003 | Lijendar Pedzs Martina Navratilova            | Andi Rám Anasztaszija Rogyionova           | 6–3, 6–3                              |
| 2002 | Mahes Bhúpati Jelena Lihovceva                | Kevin Ullyett Daniela Hantuchová           | 6–2, 1–6, 6–1                         |
| 2001 | Leos Friedl Daniela Hantuchová                | Mike Bryan Anke Huber                      | 4–6, 6–3, 6–2                         |
| 2000 | Donald Johnson Kimberly Po                    | Lleyton Hewitt Kim Clijsters               | 6–4, 7–6(3)                           |
| 1999 | Lijendar Pedzs Lisa Raymond                   | Jonas Björkman Anna Kurnyikova             | 6–4, 3–6, 6–3                         |
| 1998 | Makszim Mirni Serena Williams                 | Mahes Bhúpati Mirjana Lučić                | 6–4, 6–4                              |
| 1997 | Cyril Suk Helena Suková                       | Andrej Olhovszkij Larisa Neiland           | 4–6, 6–3, 6–4                         |
| 1996 | Cyril Suk Helena Suková                       | Mark Woodforde Larisa Neiland              | 1–6, 6–3, 6–2                         |
| 1995 | Jonathan Stark Martina Navratilova            | Cyril Suk Gigi Fernández                   | 6–4, 6–4                              |
| 1994 | Todd Woodbridge Helena Suková                 | Thomas Middleton Lori McNeil               | 3–6, 7–5, 6–3                         |
| 1993 | Mark Woodforde Martina Navratilova            | Tom Nijssen Manon Bollegraf                | 6–3, 6–4                              |
| 1992 | Cyril Suk Larisa Neiland                      | Jacco Eltingh Miriam Oremans               | 7–6(2), 6–2                           |
| 1991 | John Fitzgerald Elizabeth Smylie              | Jim Pugh Natallja Zverava                  | 7–6(4), 6–2                           |
| 1990 | Rick Leach Zina Garrison Jackson              | John Fitzgerald Elizabeth Smylie           | 7–5, 6–2                              |
| 1989 | Jim Pugh Jana Novotná                         | Mark Kratzmann Jenny Byrne                 | 6–4, 5–7, 6–4                         |
| 1988 | Sherwood Stewart Zina Garrison Jackson        | Kelly Jones Gretchen Magers                | 6–1, 7–6(3)                           |
| 1987 | Jeremy Bates Jo Durie                         | Darren Cahill Nicole Provis                | 7–6(10), 6–3                          |
| 1986 | Ken Flach Kathy Jordan                        | Heinz Günthardt Martina Navratilova        | 6–3, 7–6(7)                           |
| 1985 | Paul McNamee Martina Navratilova              | John Fitzgerald Elizabeth Smylie           | 7–5, 4–6, 6–2                         |
| 1984 | John Lloyd Wendy Turnbull                     | Steve Denton Kathy Jordan                  | 6–3, 6–3                              |
| 1983 | John Lloyd Wendy Turnbull                     | Steve Denton Billie Jean King              | 6–7(5), 7–6(5), 7–5                   |
| 1982 | Kevin Curren Anne Smith                       | John Lloyd Wendy Turnbull                  | 2–6, 6–3, 7–5                         |
| 1981 | Frew McMillan Betty Stöve                     | John Austin Tracy Austin                   | 4–6, 7–6(2), 6–3                      |
| 1980 | John Austin Tracy Austin                      | Mike Antonoplis Dianne Fromholtz Balestrat | 4–6, 7–6(6), 6–3                      |
| 1979 | Bob Hewitt Greer Stevens                      | Frew McMillan Betty Stöve                  | 7–5, 7–6(7)                           |
| 1978 | Frew McMillan Betty Stöve                     | Ray Ruffels Billie Jean King               | 6–2, 6–2                              |
| 1977 | Bob Hewitt Greer Stevens                      | Frew McMillan Betty Stöve                  | 3–6, 7–5, 6–4                         |
| 1976 | Tony Roche Françoise Durr                     | Bob Stockton Rosemary Casals               | 6–3, 2–6, 7–5                         |
| 1975 | Marty Riessen Margaret Court                  | Allan Stone Betty Stöve                    | 6–4, 7–5                              |
| 1974 | Owen Davidson Billie Jean King                | Mark Farrell Lesley Charles                | 6–3, 9–7                              |
| 1973 | Owen Davidson Billie Jean King                | Raúl Ramírez Janet Newberry                | 6–3, 6–2                              |
| 1972 | Ilie Năstase Rosemary Casals                  | Kim Warwick Evonne Goolagong Cawley        | 6–4, 6–4                              |
| 1971 | Owen Davidson Billie Jean King                | Marty Riessen Margaret Court               | 3–6, 6–2, 15–13                       |
| 1970 | Ilie Năstase Rosemary Casals                  | Alex Metreveli Olga Morozova               | 6–3, 4–6, 9–7                         |
| 1969 | Fred Stolle Ann Haydon-Jones                  | Tony Roche Judy Tegart Dalton              | 6–2, 6–3                              |
| 1968 | Ken Fletcher Margaret Court                   | Alex Metreveli Olga Morozova               | 6–1, 14–12                            |
| 1967 | Owen Davidson Billie Jean King                | Ken Fletcher Maria Bueno                   | 7–5, 6–2                              |
| 1966 | Ken Fletcher Margaret Smith                   | Dennis Ralston Billie Jean King            | 4–6, 6–3, 6–3                         |
| 1965 | Ken Fletcher Margaret Smith                   | Tony Roche Judy Tegart Dalton              | 12–10, 6–3                            |
| 1964 | Fred Stolle Lesley Turner Bowrey              | Ken Fletcher Margaret Smith                | 6–4, 6–4                              |
| 1963 | Ken Fletcher Margaret Smith                   | Bob Hewitt Darlene Hard                    | 11–9, 6–4                             |
| 1962 | Neale Fraser Margaret Osborne duPont          | Dennis Ralston Ann Haydon-Jones            | 2–6, 6–3, 13–11                       |
| 1961 | Fred Stolle Lesley Turner Bowrey              | Robert Howe Edda Buding                    | 11–9, 6–2                             |
| 1960 | Rod Laver Darlene Hard                        | Robert Howe Maria Bueno                    | 13–11, 3–6, 8–6                       |
| 1959 | Rod Laver Darlene Hard                        | Neale Fraser Maria Bueno                   | 6–4, 6–3                              |
| 1958 | Robert Howe Lorraine Coghlan Robinson         | Kurt Nielsen Althea Gibson                 | 6–3, 13–11                            |
| 1957 | Mervyn Rose Darlene Hard                      | Neale Fraser Althea Gibson                 | 6–4, 7–5                              |
| 1956 | Vic Seixas Shirley Fry Irvin                  | Gardnar Mulloy Althea Gibson               | 2–6, 6–2, 7–5                         |
| 1955 | Vic Seixas Doris Hart                         | Enrique Morea Louise Brough Clapp          | 8–6, 2–6, 6–3                         |
| 1954 | Vic Seixas Doris Hart                         | Ken Rosewall Margaret Osborne duPont       | 5–7, 6–4, 6–3                         |
| 1953 | Vic Seixas Doris Hart                         | Enrique Morea Shirley Fry Irvin            | 9–7, 7–5                              |
| 1952 | Frank Sedgman Doris Hart                      | Enrique Morea Thelma Coyne Long            | 4–6, 6–3, 6–4                         |
| 1951 | Frank Sedgman Doris Hart                      | Mervyn Rose Nancye Wynne Bolton            | 7–5, 6–2                              |
| 1950 | Eric Sturgess Louise Brough Clapp             | Geoff Brown Pat Canning Todd               | 11–9, 1–6, 6–4                        |
| 1949 | Eric Sturgess Sheila Summers                  | John Bromwich Louise Brough Clapp          | 9–7, 9–11, 7–5                        |
| 1948 | John Bromwich Louise Brough Clapp             | Frank Sedgman Doris Hart                   | 6–2, 3–6, 6–3                         |
| 1947 | John Bromwich Louise Brough Clapp             | Colin Long Nancye Wynne Bolton             | 1–6, 6–4, 6–2                         |
| 1946 | Tom Brown Louise Brough Clapp                 | Geoff Brown Dorothy Cheney                 | 6–4, 6–4                              |
| 1945 | Elmaradt a második világháború miatt.         | Elmaradt a második világháború miatt.      | Elmaradt a második világháború miatt. |
| 1944 | Elmaradt a második világháború miatt.         | Elmaradt a második világháború miatt.      | Elmaradt a második világháború miatt. |
| 1943 | Elmaradt a második világháború miatt.         | Elmaradt a második világháború miatt.      | Elmaradt a második világháború miatt. |
| 1942 | Elmaradt a második világháború miatt.         | Elmaradt a második világháború miatt.      | Elmaradt a második világháború miatt. |
| 1941 | Elmaradt a második világháború miatt.         | Elmaradt a második világháború miatt.      | Elmaradt a második világháború miatt. |
| 1940 | Elmaradt a második világháború miatt.         | Elmaradt a második világháború miatt.      | Elmaradt a második világháború miatt. |
| 1939 | Bobby Riggs Alice Marble                      | Frank Wilde Nancy Brown                    | 9–7, 6–1                              |
| 1938 | Don Budge Alice Marble                        | Henner Henkel Sarah Palfrey Cooke          | 6–1, 6–4                              |
| 1937 | Don Budge Alice Marble                        | Yvon Petra Simone Mathieu                  | 6–4, 6–1                              |
| 1936 | Fred Perry Dorothy Round Little               | Don Budge Sarah Palfrey Cooke              | 7–9, 7–5, 6–4                         |
| 1935 | Fred Perry Dorothy Round Little               | Harry Hopman Nell Hall Hopman              | 7–5, 4–6, 6–2                         |
| 1934 | Miki Rjúki Dorothy Round Little               | Henry Austin Dorothy Shepherd Barron       | 3–6, 6–4, 6–0                         |
| 1933 | Gottfried von Cramm Hilde Krahwinkel Sperling | Norman Farquharson Mary Heeley             | 7–5, 8–6                              |
| 1932 | Enrique Maier Elizabeth Ryan                  | Harry Hopman Josane Sigart                 | 7–5, 6–2                              |
| 1931 | George Lott Anna McCune Harper                | Ian Collins Joan Ridley                    | 6–3, 1–6, 6–1                         |
| 1930 | Jack Crawford Elizabeth Ryan                  | Daniel Prenn Hilde Krahwinkel Sperling     | 6–1, 6–3                              |
| 1929 | Francis Hunter Helen Wills Moody              | Ian Collins Joan Fry                       | 6–1, 6–4                              |
| 1928 | Patrick Spence Elizabeth Ryan                 | Jack Crawford Daphne Akhurst Cozens        | 7–5, 6–4                              |
| 1927 | Francis Hunter Elizabeth Ryan                 | Leslie Godfree Kathleen McKane Godfree     | 8–6, 6–0                              |
| 1926 | Leslie Godfree Kathleen McKane Godfree        | Howard Kinsey Mary Browne                  | 6–3, 6–4                              |
| 1925 | Jean Borotra Suzanne Lenglen                  | Uberto de Morpurgo Elizabeth Ryan          | 6–3, 6–3                              |
| 1924 | John Gilbert Kathleen McKane Godfree          | Leslie Godfree Dorothy Shepherd Barron     | 6–3, 3–6, 6–3                         |
| 1923 | Randolph Lycett Elizabeth Ryan                | Lewis Deane Dorothy Shepherd Barron        | 6–4, 7–5                              |
| 1922 | Pat O'Hara Wood Suzanne Lenglen               | Randolph Lycett Elizabeth Ryan             | 6–4, 6–3                              |
| 1921 | Randolph Lycett Elizabeth Ryan                | Max Woosnam Phillis Howkins                | 6–3, 6–1                              |
| 1920 | Gerald Patterson Suzanne Lenglen              | Randolph Lycett Elizabeth Ryan             | 7–5, 6–3                              |
| 1919 | Randolph Lycett Elizabeth Ryan                | Albertem Prebble Dorothea Chambers         | 6–0, 6–0                              |
| 1918 | Elmaradt az első világháború miatt.           | Elmaradt az első világháború miatt.        | Elmaradt az első világháború miatt.   |
| 1917 | Elmaradt az első világháború miatt.           | Elmaradt az első világháború miatt.        | Elmaradt az első világháború miatt.   |
| 1916 | Elmaradt az első világháború miatt.           | Elmaradt az első világháború miatt.        | Elmaradt az első világháború miatt.   |
| 1915 | Elmaradt az első világháború miatt.           | Elmaradt az első világháború miatt.        | Elmaradt az első világháború miatt.   |
| 1914 | James Parke Ethel Thomson Larcombe            | Tony Wilding Marguerite Broquedis          | 4–6, 6–4, 6–2                         |
| 1913 | Hope Crisp Agnes Tuckey                       | James Parke Ethel Thomson Larcombe         | 3–6, 5–3 feladták                     |